# 3 augusti
3 augusti är den 215:e dagen på året i den gregorianska kalendern (216:e under skottår). Det återstår 150 dagar av året.

## Namnsdagar

### I den svenska almanackan
- Nuvarande – Tage
- Föregående i bokstavsordning
  - Stefanus – Namnet fanns på dagens datum före 1901, då det utgick. Det fanns där till minne av helgonet Sankt Stefan, som ska ha varit stalldräng hos kung Herodes (och som på svenska är ihågkommen i visan om Staffan stalledräng). Hans egentliga festdag är 26 december, men han fanns även på dagens datum, för att fira vad som på latin kallas Inventio S. Stephani protomartyri, vilket betyder Återfinnandet av den förste martyren Stefanus. Det ska nämligen ha varit denna dag då man återfann hans och diverse andra heliga mäns benreliker och förde dem till Jerusalem.
  - Tage – Namnet förekom på 1790-talet på 23 september, men utgick sedan. 1901 infördes det på dagens datum och har funnits där sedan dess.
  - Tanja – Namnet infördes på dagens datum 1986, men flyttades 2001 till 8 april.
  - Truls – Namnet infördes på dagens datum 1986, men utgick 1993.
- Föregående i kronologisk ordning
  - Före 1901 – Stefanus
  - 1901–1985 – Tage
  - 1986–1992 – Tage, Truls och Tanja
  - 1993–2000 – Tage och Tanja
  - Från 2001 – Tage
- Källor
  - Brylla, Eva (red.): Namnlängdsboken, Norstedts ordbok, Stockholm, 2000. ISBN 91-7227-204-X
  - af Klintberg, Bengt: Namnen i almanackan, Norstedts ordbok, Stockholm, 2001. ISBN 91-7227-292-9

### Finlandssvenska almanackan
- Nuvarande från 2015[1] – Linnea, Nea
- I föregående revideringar[a][2]
  - 1929–1949 – Maria, Meri
  - 1950–2014 – Linnea

### I den norska almanackan
- Oline, Oliver och Olve

### I den danska almanackan
- Nikodemus

## Händelser
- 8 – Romarna, ledda av generalen Tiberius, besegrar dalmaterna i slaget vid Bathinus på nuvarande Balkan. Detta är en del av det stora illyriska upproret, som har utbrutit år 6, men även om detta blir en avgörande romersk seger över de baltiska stammar som har inlett upproret dröjer det till året därpå, innan det är helt kuvat. Detta uppror leder, tillsammans med det romerska nederlaget i slaget i Teutoburgerskogen året därpå till att Rom ger upp planerna på att erövra markomannernas område (i nuvarande Österrike och Tjeckien).
- 1057 – Sedan Viktor II har avlidit en vecka tidigare väljs Frédéric Gozzelon de Lorraine (även känd som Frederick av Lothringen) till påve och tar namnet Stefan IX. Han har storstilade planer på att genomdriva införandet av det prästerliga celibatet, fördriva normanderna från Norditalien och insätta sin bror Gottfrid som tysk-romersk kejsare. Alla dessa planer kommer dock på skam, då han avlider bara ett halvår senare.
- 1460 – Vid Jakob II:s död efterträds han som kung av Skottland av sin 9-årige son Jakob III. Denne blir en i raden av skotska kungar som tillträder i barnaåren, från Jakob I:s tillträde 1406 till Jakob VI:s 1567 och därför förblir den skotska kungamakten fortsatt svag. Hans gunstling Robert Cochrane avrättas efter anklagelser om att denne ska ha förmått Jakob att mörda sin egen bror Alexander, som leder ett adelsuppror mot kungen. 1488 stupar Jakob vid 36 års ålder i strid med de upproriska adelsmännen och efterträds då av sin 15-årige son Jakob IV.
- 1492 – Den genuesiske upptäcktsresanden och köpmannen Christofer Columbus avseglar från den spanska staden Sevilla med de tre fartygen Santa María, Niña och Pinta för att finna sjövägen till Indien genom att segla västerut. Då man i Europa inte känner till Amerikas existens har han teorin om att nå Indien genom att segla över Atlanten och han får ekonomiskt stöd av det spanska kungaparet. Efter över två månaders seglats når expeditionen den 12 oktober fram till vad som nu kallas Västindien och Columbus är då övertygad om att han har nått fram till Indien. Därför kallar han befolkningen han möter för indianer.
- 1523 – Den sedan några månader nytillträdde danske kungen Fredrik I (som har efterträtt den avsatte Kristian II den 26 mars) utfärdar de danska kungarnas traditionella handfästning (motsvarande den svenska kungaförsäkran), där han bekräftar de olika ståndens rättigheter och privilegier. Eftersom Fredrik inte vill att Kalmarunionen ska upplösas har han tidigare i brev uppmanat Sveriges befolkning att välja honom till kung och för att nu sätta än större press på det svenska riket utfärdar han i sin handfästning också långtgående privilegier till det tyska handelsförbundet Hansan. Detta försätter Sverige i svår penningknipa, eftersom Hansan nu inriktar sin handel på Danmark-Norge. Dessutom har Sverige en skuld på 120 000 lübska mark till Lübeck, som betalning för hjälpen i befrielsekriget.
- 1883 – Nöjesparken Gröna Lund i Stockholm invigs officiellt. Redan sedan 1700-talet har Gröna lunden varit ett ställe för nöjen (bland annat har här funnits flera krogar och en stor trädgård), men sedan några år tillbaka har området utvecklats till tivoliområde. Tivolit har startats av den tyske snickaren Jacob Schultheis, som driver det till sin död 1914. Gröna Lund är idag Sveriges äldsta ännu existerande tivoli.
- 1914 – Belgien svarar på de tyska kraven från dagen före om att tyska trupper ska få marschera genom landet, för att invadera Frankrike, att ”vi är ett land och ingen genomfartsled”. Alltså säger Belgien nej till de tyska kraven och bestämmer sig också för att med alla medel kämpa emot tyskarna. För att Tyskland ska kunna genomföra Schlieffenplanen, som går ut på att snabbt besegra Frankrike, innan man tar sig an det väldiga Ryssland, förklarar Tyskland denna dag krig mot Frankrike och marscherar in i Belgien. Detta får britterna att reagera och ger tyskarna till morgondagen på sig att dra sig tillbaka från Belgien.
- 1924 – Sedan Svenska Fotbollförbundet i januari samma år har bestämt sig för att grunda fotbollsallsvenskan spelas denna dag den första matchen i denna serie. De båda lag som möts är IFK Eskilstuna och IK Sleipner och det sistnämnda vinner med 3–1, tack vare målskytten Evert Blomgren. Höstsäsongen spelas mellan denna dag och 9 november och vårsäsongen i denna första omgång spelas mellan 5 april och 7 juni året därpå.
- 1956 – Bilföretaget Volvo presenterar den nya modellen Volvo Amazon, som en ersättare för den ytterst populära Volvo PV 444. Ännu finns bilen dock bara tillgänglig för återförsäljare i Skövde (den presenteras för allmänheten i Örebro den 1 september). Modellen tillverkas i 667 323 exemplar fram till 1970, då man lägger ner den. Några år efter premiären (1959) blir den världens första bil som får trepunktsbälte i framsätet som standard.
- 1960 – Ett och ett halvt år efter att den franska kolonin Niger har blivit en autonom stat inom det franska samväldet (efter skapandet av den femte franska republiken) blir landet Niger denna dag helt självständigt från Frankrike.[3] Sedan man uppnått autonomi i slutet av 1958 har Hamani Diori varit landets premiärminister och han förblir så fram till den 10 november 1960, då han istället blir dess förste president och premiärministerposten avskaffas (fram till 1983).
- 1963 – Ett karmelitkloster för nunnor invigs i skånska Glumslöv utanför Landskrona, vilket blir det första svenska klostret sedan Vadstena kloster stängdes 1595. Sedan det gamla svenska klosterförbudet har upphävts 1952 har den katolske kyrkoherden i Helsingborg Berndt David Assarsson kontaktat karmelitklostret i Gent i Belgien, för att om möjligt få hit orden. 1956 har några systrar kommit till Lund för att söka en lämplig plats och valt Glumslöv, bland annat därför att det nuvarande Sveriges enda karmelitkloster under medeltiden hade funnits i Landskrona. Klostret har uppförts 1961–1963 och biskop John Taylors invigning av klostret sänds i TV.

## Födda
- 1509 – Étienne Dolet, fransk författare, tryckare och humanist
- 1771 – Anders Carlsson af Kullberg, svensk hovkansler, biskop i Kalmar stift, ledamot av Svenska Akademien
- 1808 – Hamilton Fish, amerikansk republikansk politiker, guvernör i New York och senator för samma delstat, USA:s utrikesminister
- 1811 – Elisha Otis, amerikansk uppfinnare och industriman, grundare av Otis Worldwide
- 1819 – Wilhelm Flensburg, svensk teolog, politiker och kyrkoman, biskop i Lunds stift
- 1823 – Thomas J. Robertson, amerikansk republikansk politiker, senator för South Carolina
- 1851 – George Francis FitzGerald, irländsk fysiker
- 1867 – Stanley Baldwin, brittisk konservativ politiker, Storbritanniens premiärminister
- 1868 – Levi Rickson, svensk författare, journalist visdiktare och kompositör med pseudonymen ”Jeremias i Tröstlösa”
- 1872 – Håkon VII, dansk prins, kung av Norge
- 1893 – Elsa Cedergren, svensk grevinna
- 1898 – Helge Lindberg, svensk pianist, kompositör och kapellmästare
- 1901
  - John C. Stennis, amerikansk demokratisk politiker, senator för Mississippi
  - Stefan Wyszyński, polsk kyrkoman och kardinal, biskop i Warszawas ärkestift (Polens ärkebiskop)
- 1903 – Habib Bourguiba, tunisisk statsman och politiker, Tunisiens president
- 1905 – Franz König, österrikisk kyrkoman och kardinal, biskop i Wiens ärkestift (Österrikes ärkebiskop)
- 1906 – Torsten Henrikson, svensk socialdemokratisk politiker, statsråd
- 1907 – Harley Orrin Staggers, amerikansk demokratisk politiker
- 1908 – Birgit Cullberg, svensk dansare och koreograf
- 1920 – P.D. James, brittisk författare
- 1923
  - Jean Hagen, amerikansk skådespelare
  - Shenouda III, egyptisk kyrkoman, påve och patriark av Alexandria (överhuvud för koptisk-ortodoxa kyrkan)
- 1924 – Leon Uris, amerikansk författare
- 1926
  - Tony Bennett, amerikansk sångare
  - Arne Stivell, svensk filmproducent, regissör, skådespelare och musiker
- 1928 – Henning Moritzen, dansk skådespelare och regissör
- 1932 – Gunwer Bergkvist, svensk skådespelare
- 1934 – Jonas Savimbi, angolansk politiker och general
- 1940 – Martin Sheen, amerikansk skådespelare
- 1941 – Martha Stewart, amerikansk företagare, entreprenör, tidningsutgivare, TV-programledare och hemmadekoratör
- 1943 – Christina Magnuson, svensk prinsessa, syster till kung Carl XVI Gustaf
- 1946 – Jack Straw, brittisk labourpolitiker, Storbritanniens inrikesminister och utrikesminister samt lordkansler
- 1948 – Jean-Pierre Raffarin, fransk högerpolitiker, Frankrikes premiärminister
- 1956 – Anders Eriksson, svensk skådespelare, komiker och sångare, medlem i humorgruppen Galenskaparna och After Shave
- 1958 – Peter Eriksson, svensk miljöpartistisk politiker, Miljöpartiets språkrör, statsråd
- 1959 – Koichi Tanaka, japansk ingenjör, mottagare av Nobelpriset i kemi 2002
- 1963 – James Hetfield, amerikansk rockmusiker, sångare i gruppen Metallica
- 1964
  - Lucky Dube, sydafrikansk reggaeartist och sångare
  - Joan Higginbotham, amerikansk astronaut
- 1968 – Magnus Carlson, svensk artist, sångare i Weeping Willows
- 1972 – Sandis Ozoliņš, lettisk ishockeyspelare
- 1973 – Stephen Graham, brittisk skådespelare
- 1977 – Tom Brady, amerikansk utövare av amerikansk fotboll
- 1979 – Evangeline Lilly, kanadensisk skådespelare och fotomodell
- 1981 – Ingvild Stensland, norsk fotbollsspelare
- 1989
  - Kalle Lindroth, finländsk musiker, skådespelare och TV-programledare
  - Kevin Walker, svensk fotbollsspelare
- 1996 – Bokondji Imama, kanadensisk ishockeyspelare

## Avlidna
- 1387 – Olav Håkonsson, 16, kung av Danmark och av Norge
- 1460 – Jakob II, 29, kung av Skottland
- 1546
  - Étienne Dolet, 37, fransk författare, tryckare och humanist
  - Antonio da Sangallo den yngre, 62, italiensk arkitekt
- 1667 – Francesco Borromini, 67, italiensk barockarkitekt
- 1720 – Anthonie Heinsius, 78, nederländsk politiker
- 1753 – Gabriel Gyllengrip, 65, svensk friherre och ämbetsman, landshövding i Västerbottens län
- 1792 – Richard Arkwright, 59, brittisk uppfinnare och företagare inom textilindustrin
- 1867 – August Boeckh, 81, tysk klassisk filolog och arkeolog
- 1898 – Charles Garnier, 72, fransk arkitekt
- 1917 – Ferdinand Georg Frobenius, 67, tysk matematiker
- 1919 – Josef Kohler, 70, tysk jurist
- 1942 – Richard Willstätter, 69, tysk-judisk kemist, mottagare av Nobelpriset i kemi 1915
- 1963 – Evelyn Scott, 70, amerikansk modernistisk författare
- 1966 – Lenny Bruce, 40, amerikansk komiker och satiriker
- 1968
  - Björn Berglund, 63, svensk skådespelare och vissångare
  - Konstantin Rokossovskij, 71, polsk-sovjetisk militär, marskalk av Sovjetunionen och av Polen
- 1971 – Ernst Eklund, 88, svensk teaterchef, skådespelare och regissör
- 1979
  - Alfredo Ottaviani, 88, italiensk kardinal
  - Bertil Ohlin, 80, svensk folkpartistisk politiker och professor, Folkpartiets ledare, Sveriges handelsminister, mottagare av Sveriges riksbanks pris i ekonomisk vetenskap till Alfred Nobels minne 1977
- 1981 – Seymour Österwall, 73, svensk jazzmusiker (tenorsaxofon), orkesterledare och kompositör
- 1983
  - Eric Grate, 86, svensk skulptör
  - Carolyn Jones, 53, amerikansk skådespelare
- 1985 – Ole Blegel, 63, svensk skådespelare
- 1989 – Ulla Sjöblom, 62, svensk skådespelare och sångare
- 1995
  - Ida Lupino, 77, brittisk-amerikansk skådespelare och regissör
  - Edward Whittemore, 62, amerikansk författare
- 1998 – Alfred Schnittke, 63, rysk postmodern kompositör
- 2001 – Lars Johan Werle, 75, svensk kompositör och filmmusikarrangör
- 2002 – Carmen Silvera, 80, brittisk skådespelare
- 2006 – Elisabeth Schwarzkopf, 90, tysk operasångare
- 2007
  - John Gardner, 80, brittisk författare
  - Peter Thorup, 58, dansk gitarrist, sångare, kompositör och producent
- 2008
  - Lissi Alandh, 77, svensk skådespelare, sångare och revyartist
  - Aleksandr Solzjenitsyn, 89, rysk författare, mottagare av Nobelpriset i litteratur 1970
- 2011
  - Ingrid Luterkort, 101, svensk skådespelare och regissör
  - Bubba Smith, 66, amerikansk idrottsman och skådespelare
  - Stig Sundqvist "Vittjärv", 89, svensk fotbollsspelare, VM-brons 1950
- 2012 – Olle Mattson, 89, svensk författare, manusförfattare och sångtextförfattare
- 2014 – Dorothy Salisbury Davis, 98, amerikansk deckarförfattare
- 2016
  - Chris Amon, 73, nyzeeländsk racerförare
  - Steve LaTourette, 62, amerikansk republikansk politiker, kongressledamot
- 2020 – John Hume, 83, nordirländsk politiker, mottagare av Nobels fredspris 1998